# Храм святителя Ігнатія Маріупольського (Донецьк)

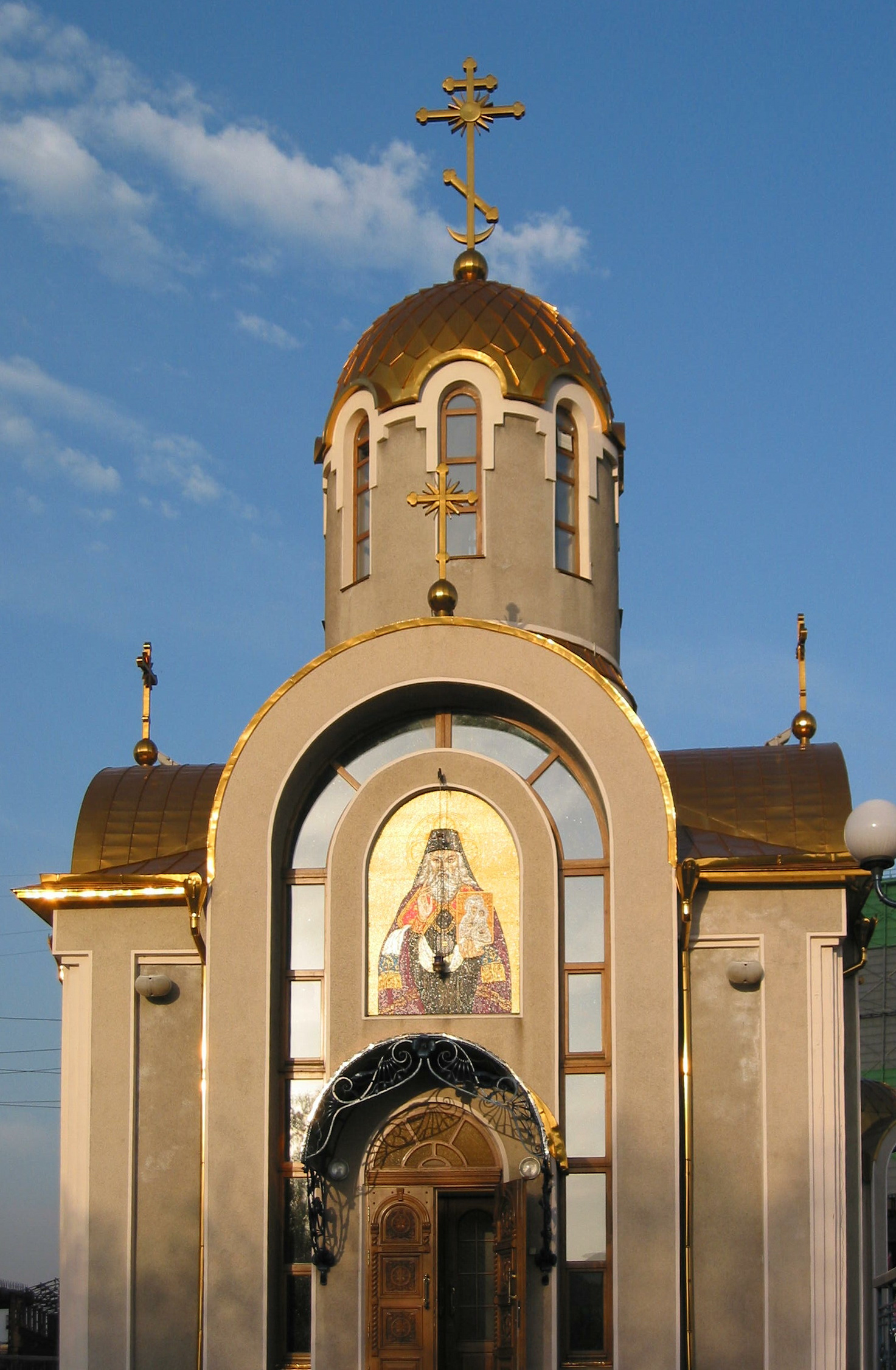
Храм Святителя Ігнатія Маріупольського

Храм Святителя Ігнатія Маріупольського — заводський храм Донецького металургійного заводу в Донецьку. Це перший на території сучасної України храм, споруджений на території промислового підприємства.
Храм названий на честь Святителя Ігнатія Маріупольського, митрополита Готфейського і Кафайського, засновника Маріуполя.
Місце під будівництво храму було освячено в лютому 2003 року. У квітні 2003 року був закладений фундамент храму. У червні 2003 року побудована основа будинку й встановлений купол з хрестом.
Дзвони для дзвіниці відливали працівники ливарного цеху Донецького металургійного заводу. Дзенькіт і оформлення дзвонів на всеукраїнському конкурсі були відзначені гарними оцінками.
Відкриття й урочисте освячення відбулися 17 липня 2003 року. Храм був збудований за 5 місяців.
У 2007 році був завершений розпис стін. До храму в 2007 році також зробили прибудову до завівтарної частини у якій розмістяться ризниця і пономарка.
Громада храму з 2004 року видає додаток до газети «Металург» з назвою «Ігнатіївський благовіст». У заголовку додатку зображений Храм Святителя Ігнатія Маріупольського.